# Ukiyo-e

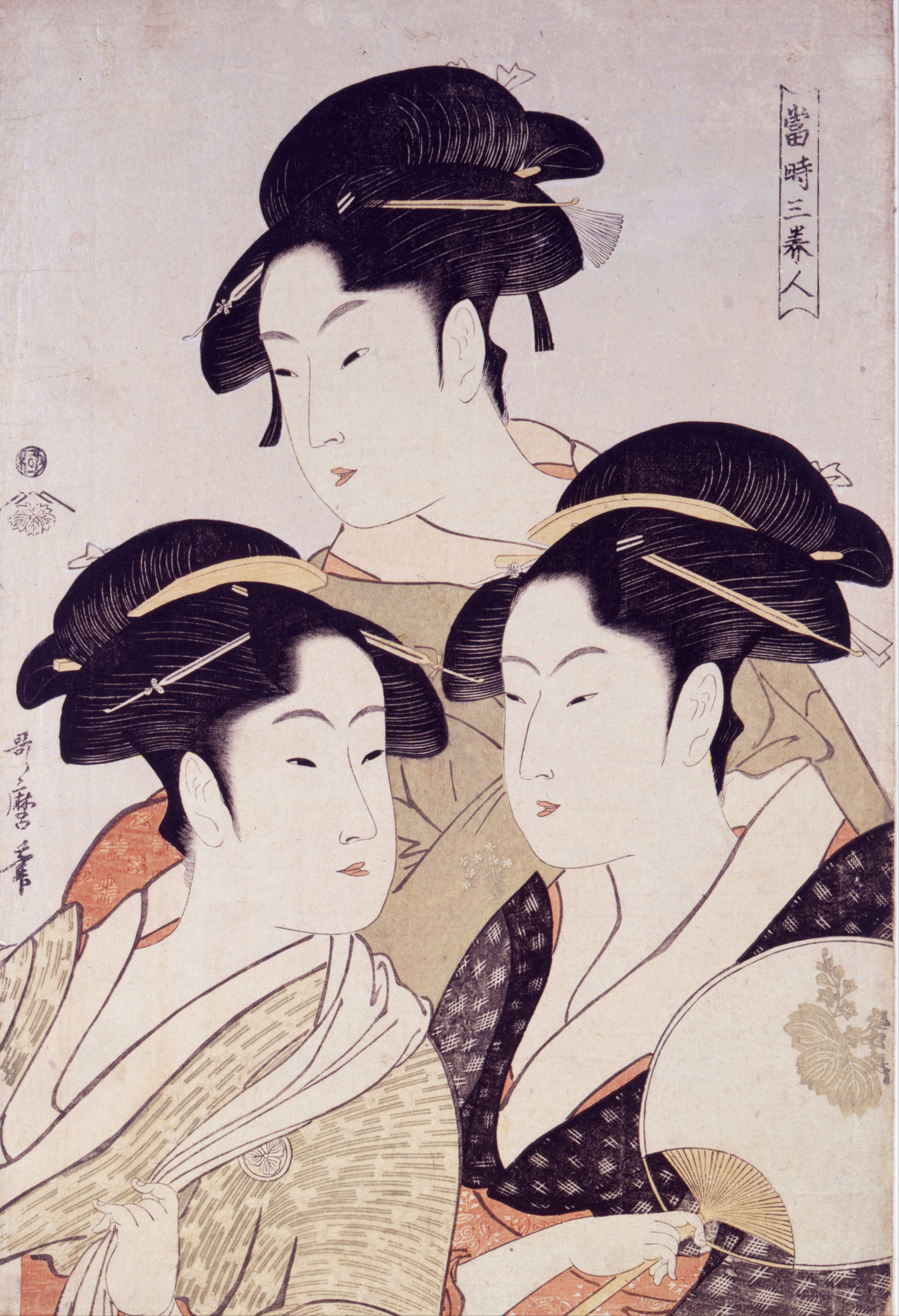
Drie bekende schonen, (寛政三美人), Utamaro

Ukiyo-e (Japans: 浮世絵, "prenten van de vlietende wereld") is een vorm van houtsnede uit Japan, die sinds het midden van de 18e eeuw ook in Europa populair werd en een grote invloed had op de Europese kunstwereld van het fin de siècle.

## Oorsprong en geschiedenis
De Japanse prentkunst komt voort uit volkskunst en was voortdurend onderworpen aan de grillen van smaak en mode. Hoewel de prenten van grote artistieke kwaliteit zijn, werden ze op industriële schaal vervaardigd door professionele drukkers die een hoge mate van vakmanschap bezaten. Hoever de invloed van de kunstenaar daarbij reikte, is niet bekend. Sommige ontwerpen werden voorzien van uitgebreide kleurvoorschriften en van andere prenten zijn versies met verschillende kleurstellingen bekend. Ook is bij verschillende exemplaren van dezelfde houtsnede soms de slijtage van het houtblok zichtbaar.

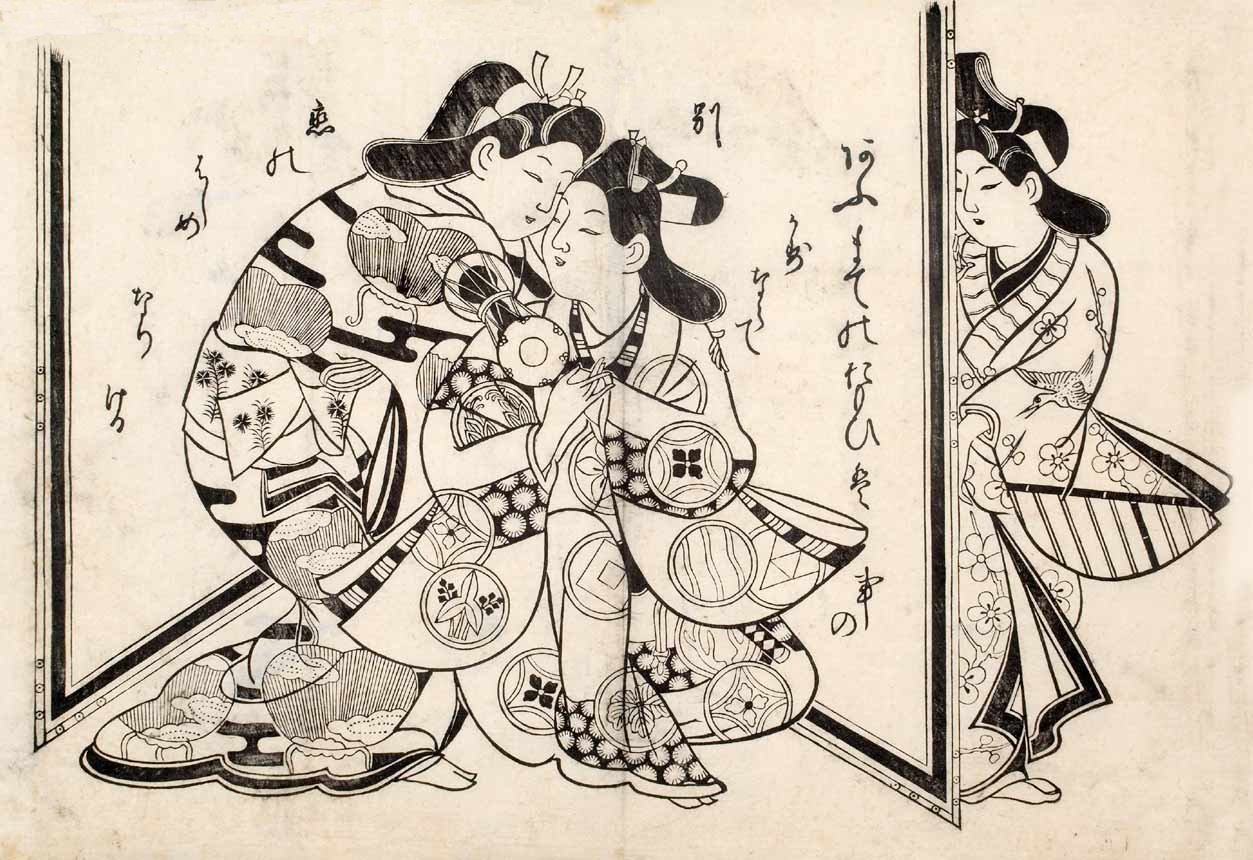
Minnekozend paar achter een kamerscherm c. 1684 (Honolulu Museum of Art)

De kunstvorm kwam tot volle wasdom in het Edo onder de Tokugawa's, het shogunaat dat alle edelen verplichtte een deel van hun tijd in de hoofdstad door te brengen en hen bovendien vrede oplegde. De motieven worden dan ook vooral bepaald door de voorkeuren van de adel, zoals bekende kabuki-acteurs en no-dansers in hun bekendste rol, minnekozende paren die door een dienstmeid worden gadegeslagen (Sugimura Jihei, tussen 1680 en 1697), en schonen in elegante kimono's. Daarnaast waren landschappen, met name die met de berg Fuji, een zeer geliefd onderwerp. Een voorbeeld daarvan zijn de Zesendertig gezichten op de berg Fuji door Hokusai.

## Ukiyo
De betekenis van het begrip Ukiyo is in de loop van de tijd veranderd. Het had oorspronkelijk een boeddhistische betekenis en drukte het vergankelijke, vluchtige karakter van de werkelijkheid uit. Hoewel deze betekenis nooit helemaal verdween, verwees de term mettertijd steeds meer in overdrachtelijke zin naar een levensstijl, een rusteloos zoeken naar de vergankelijke vreugden van het leven. Ukiyo kreeg zelfs de betekenis van "gevaarlijk leven", "durf te leven", "pluk de dag".

## Productie

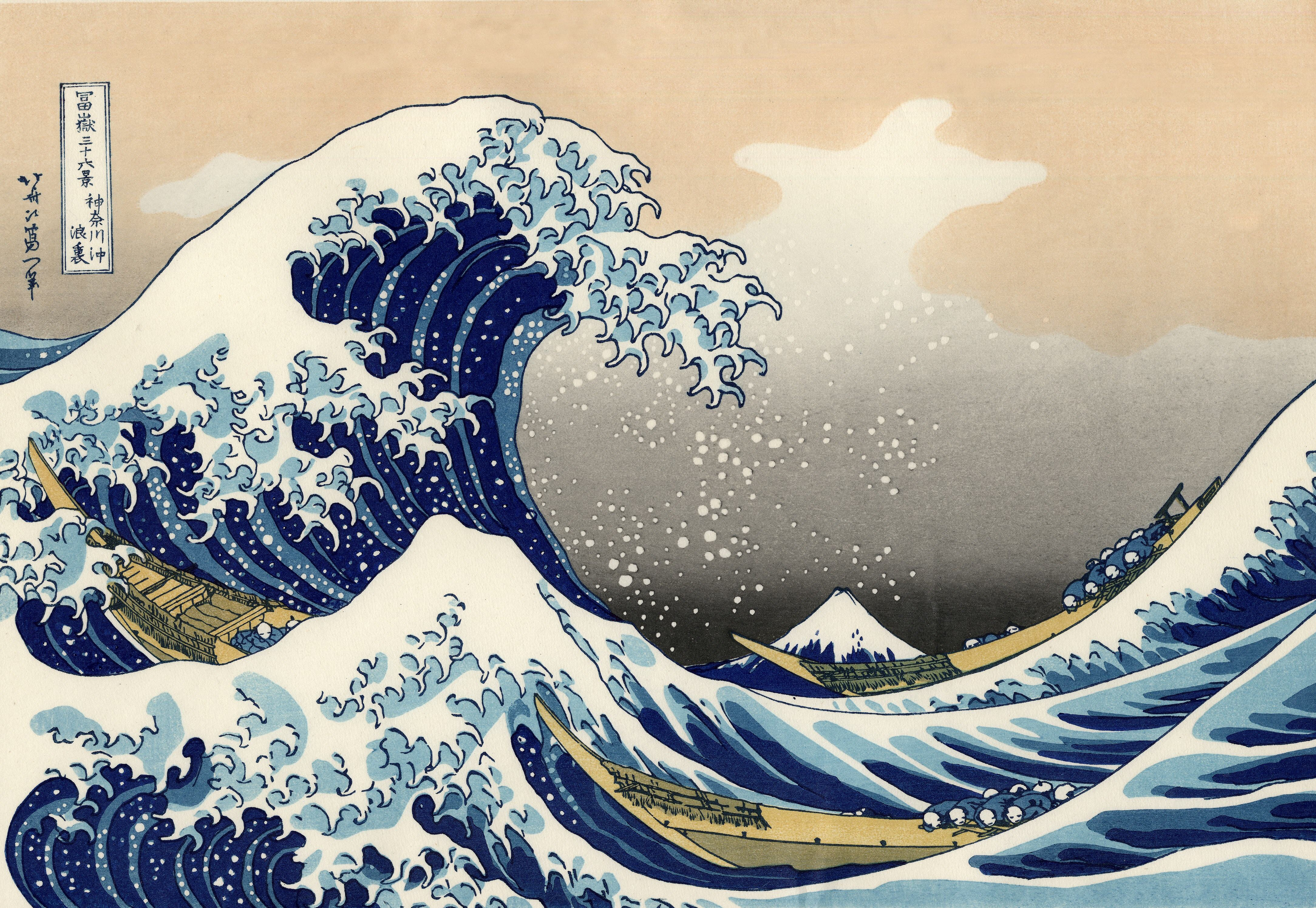
Katsushika Hokusai, De grote golf van Kanagawa (ca. 1830)

Nadat de kunstenaar zijn ontwerp had vervaardigd, werd het op een gladgeschuurd houtblok geplakt, waarna eerst de grove vorm werd uitgesneden en later de details werden uitgewerkt. Voor een prent zijn meerdere blokken nodig, een voor elke kleur, die "register moesten houden", dat wil zeggen, precies over elkaar moesten passen. Hier speelde het vakmanschap van de houtsnijders een grote rol. Nadat de grove contouren waren uitgesneden, werden verschillende proefdrukken gemaakt, die dan werden gebruikt om de blokken voor de verschillende kleuren te snijden.
Bij het drukken zelf speelde de drukker de hoofdrol; hij moest gelijkmatig druk uitoefenen om egale vlakken te produceren, verschillende kleuren in elkaar laten overlopen om kleurschakeringen te krijgen, en zorgen dat alle kleuren goed op elkaar pasten. Opeenvolgende edities kunnen verschillende kleurschakeringen hebben, meestal afhankelijk van de uitgever.

## Kwetsbaarheid en conservering
Ukiyo-e prenten zijn zeer kwetsbaar vanwege het papier waarop ze gedrukt zijn, de druktechnieken en de inkten en tincturen die gebruikt zijn. Experts kunnen achterhalen waarop de prenten gedrukt zijn, meestal Japans mulberry papier. Organische kleurmiddelen, gemaakt van planten zijn zeer gevoelig voor luchtvochtigheid en kunnen nogal vervagen, terwijl anorganische pigmenten juist met de tijd donkerder worden of bruine vlekken veroorzaken. Overbelichting is een andere bron van permanente schade, die onomkeerbaar is. Het wordt aangeraden om prenten aan niet meer dan 50 lux bloot te stellen voor een periode van niet meer dan 10 weken in een jaar voor een 5-jaars periode. Wanneer om bepaalde redenen er meer licht nodig is kan dit opgevoerd worden tot 200 lux, maar dan voor niet meer dan 25 uur per jaar. Het is onverstandig cellotape voor reparaties te gebruiken daar dit sporen achterlaat wanneer dit vergaat of wordt verwijderd. Zou men de prent willen repareren dan is het verstandig een ervaren restaurateur te raadplegen.
Wanneer men de prenten opbergt wordt aangeraden hiervoor zuurvrije omslagen of melinex te gebruiken. De luchtvochtigheid dient tussen 50-65 % te liggen en temperatuur tussen 15-18 ˚C.

## Invloed in Europa
Ukiyo-e waren een inspiratiebron voor verscheidene impressionisten, onder wie Mary Cassatt, Vincent van Gogh, Claude Monet, Henri de Toulouse-Lautrec en Émile Bernard. Importeurs in Europa waren onder anderen de Ensors en de Haegemans, en de uit China afkomstige broers Frederick George Taen-Arr-Hee en Alfred George Taen-Hee-Tsen, die vanaf 1884 in Berlijn werkzaam waren. Daarvoor waren ze al in Groot-Brittannië actief. De broers Taen importeerden Aziatische levensmiddelen, dagelijkse gebruiksvoorwerpen en kunstvoorwerpen.

## Bekende kunstenaars
- Hishikawa Moronobu (1618-1694)

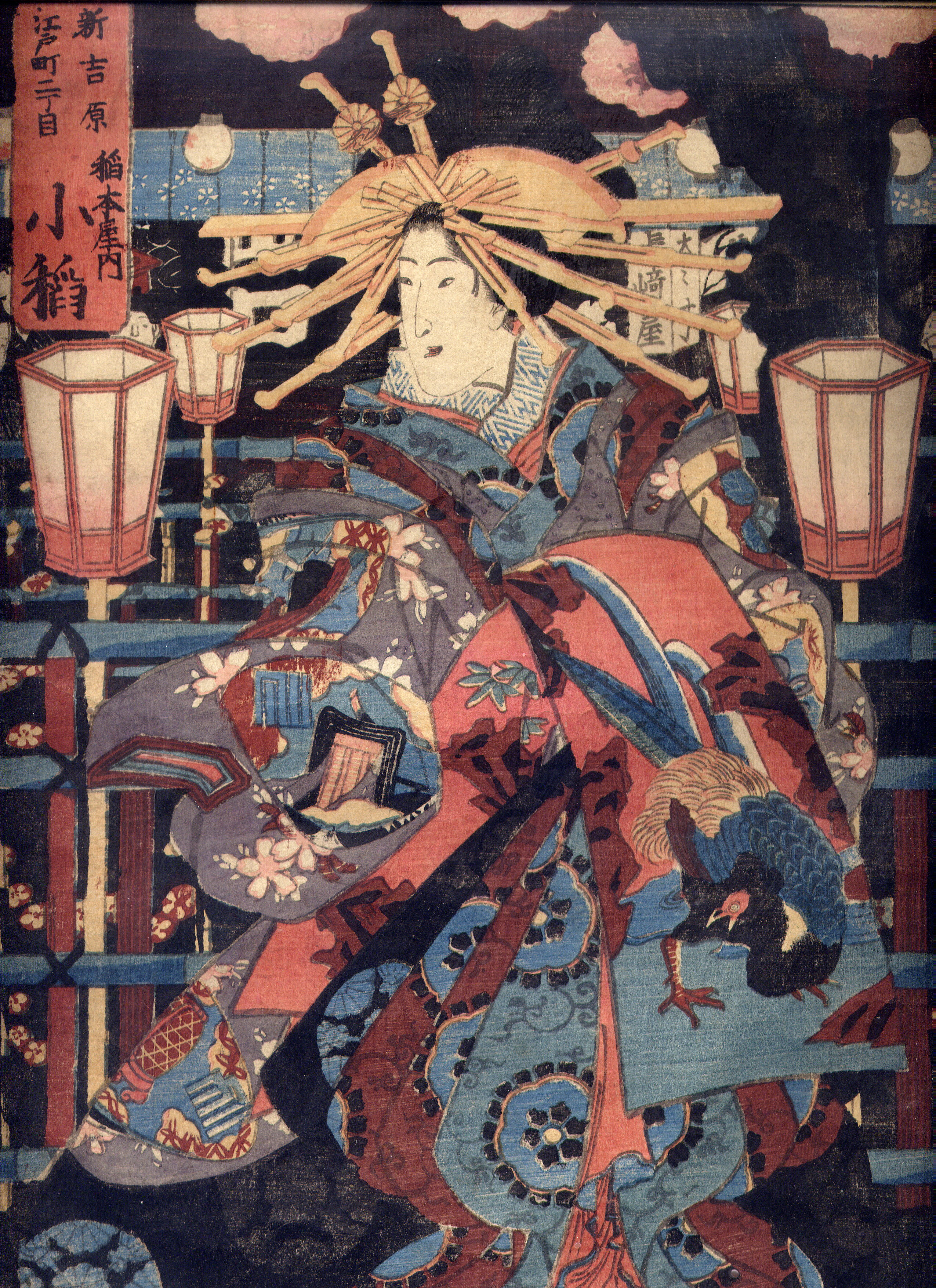
Een ukiyo-e uit omstreeks 1850.

- Sugimura Jihei (werkzaam tussen 1680-1697)
- Torii Kiyonobu I (1664-1729)
- Kaigetsudo Anchi (rond 1710-1720)
- Kaigetsudo Dohan (idem)
- Yoshikio (werkzaam tussen 1700-1720)
- Suzuki Harunobu (1725-1770)
- Shunso (1726 - 1792)
- Kitagawa Utamaro (ca. 1753-1806)
- Katsushika Hokusai (1760-1849)
- Utagawa Toyokuni (1769-1825)
- Utagawa Kunisada (1786-1865)
- Kikukawa Eizan (1787-1867)
- Ando Hiroshige (1797-1850)
- Katsushika Oi (ca. 1800 - ca. 1866)
- Tsukioka Yoshitoshi (1839-1892)
- Kawase Hasui (1883-1957)

## Terminologie

### Stijlen
| Beni-e     | Handmatig gekleurd met een bleekroze gewonnen uit Carthamus tinctorius |
| Beni-girai | Een (bewust) heel beperkt kleurengamma.                                |
| Benizuri-e | Tweekleurige druk, waarvan een kleur doorgaans groen is.               |
| Ichizuri-e | Nabootsingen van Chinese steendrukken.                                 |
| Sumi-e     | in zwart/wit uitgevoerde prenten                                       |
| Sumizuri-e | Alleen in zwart en wit uitgevoerde prenten (geen grijstinten)          |
| Surimono   | Zeer gedetailleerde afbeeldingen van feestelijke aangelegenheden.      |
| Tan-e      | Met de hand in een oranjerode inkt ingekleurde prenten                 |

### Formaten
| Aiban       | ongeveer 32 bij 22 cm                                                      |
| Bai-oban    | 45 bij 33 cm                                                               |
| Chuban      | 25 bij 19 cm                                                               |
| Chu-Tanzaku | 25 bij 5                                                                   |
| Hashira-e   | 71 bij 12 cm, "Pilaarprint", doorgaans bedoeld om zuilen mee te decoreren. |
| Hoso-ban    | 33 bij 14 cm                                                               |
| Kakemono-e  | Grote prenten, tot 89 cm lang en 31 cm breed                               |
| Naga-ban    | 51 bij 23 cm                                                               |
| Oban        | 38 bij 25 cm                                                               |
| O-Oban      | 52 bij 25 cm                                                               |
| O-Tanzaku   | 38 bij 17 cm                                                               |